# Sparkasse Steele
Die Sparkasse Steele war die städtische Sparkasse der ehemals selbständigen Stadt Steele an der Ruhr. Mit der Eingemeindung zur Stadt Essen 1929 wurde sie zu einem Geschäftszweig der heutigen Sparkasse Essen. Das Gebäude dient heute als Kulturforum.

## Geschichte

### Gründung 1864
Die Sparkasse Steele wurde als dritte Sparkasse auf heutigem Essener Stadtgebiet, nach Essen und Werden, am 1. Januar 1864 am Kaiser-Otto-Platz, dem Sitz der heutigen Sparkassen-Filiale, gegründet. Die damalige Adresse lautete Chausseestraße 19 (Ecke Marktplatz), heute Hansastraße. Bekannte Bürger der Stadt Steele bildeten ihren ersten Vorstand: J.W.A. Ostermann, Ignatz Hengler, Simon Rindskopf und Ferdinand Flensberg. Der Onkel Flensbergs war der Kaufmann Korte, dessen Haus am Grendplatz ab 1870 als Sitz der Sparkasse Steele diente.

### Wirtschaftslage
Wirtschaftlichen Aufschwung brachte der Stadt Steele der weiter aufstrebende Steinkohlenbergbau an der Ruhr. Entscheidend dabei war die neue Anbindung Steeles an die Eisenbahn. 1861 ging der Teil der Bahnstrecke Witten/Dortmund–Oberhausen/Duisburg mit dem heutigen Bahnhof Steele-Ost (damals Steele Hbf) in Betrieb. Die Bergisch-Märkische Eisenbahn-Gesellschaft verband 1863 die Bahnstrecke Wuppertal-Vohwinkel–Essen-Überruhr mithilfe der Ruhrbrücke mit Steele Hbf. 1878 kam der Bahnhof Steele-Süd mit der heute stillgelegten Bahnstrecke Mülheim-Heißen–Altendorf (Ruhr) hinzu. Diese neuen Handelswege für die Steinkohle brachten entscheidenden Aufschwung.
1870 zählte die Stadt Steele rund 5.000 Einwohner. Die Gesamteinlagen der Sparkasse Steele lagen zu dieser Zeit bei rund 700.000 Reichstalern, so dass damit die Pro-Kopf-Einlagen höher waren als bei den älteren Sparkassen von Essen und Werden.

### Neuer Sitz in der Dreiringstraße ab 1898
In den Jahren 1897 bis 1898 wurde das zweigeschossige Backsteingebäude an der damaligen Friedrichstraße (heute Dreiringstraße 7) als neues Verwaltungs- und Kassenhaus errichtet. Im Volksmund wurde es fortan Kassenhäuschen genannt, denn auch die Stadtkasse hatte in diesem Gebäude Büros bezogen. Die Sparkasse Steele selbst zog im November 1898 hier ein. Das alte Wappen der Stadt Steele ist als Relief in der gewölbten Vorhalle des Eingangs angebracht.
Als 1926 das Amt Königssteele (Königssteele, Eiberg, Horst und Freisenbruch) nach Steele eingemeindet wurde, wurde die am 1. Juli 1896 Amtssparkasse Königssteele mit der Sparkasse Steele vereinigt. Bereits drei Jahre später, am 1. August 1929, folgte die Eingemeindung zur Stadt Essen. Nun wurde der Bereich der Sparkasse Steele zur Hauptzweigstelle XII der Sparkasse Essen.

### Spätere Gebäudenutzung / Kulturforum
1953 wurde das alte Gebäude in der Dreiringstraße, das den Zweiten Weltkrieg überstand, geräumt. Die Sparkasse zog in das neue Gebäude am Kaiser-Otto-Platz, in dem sich noch heute die Filiale befindet. Es ist etwa der Ort, wo 1864 die Gründung der Sparkasse Steele stattfand.
Das Gebäude an der Dreiringstraße ist 1979 zum Bürgerzentrum geworden, dem heutigen Kulturforum. Im Erdgeschoss befindet sich ein Café mit Außenbereich. Alle anderen Räume im Erd-, Ober- und Dachgeschoss werden zu Bildungszwecken, für kulturelle und soziale Angebote sowie für Veranstaltungen der Volkshochschule, der Arbeiterwohlfahrt und diverser Vereine genutzt.
1988 wurde das Backsteingebäude in die Denkmalliste der Stadt Essen eingetragen.
Im März 2020 wurde das gesamte Gebäude wegen umfangreicher Sanierungsmaßnahmen außer Betrieb genommen. Die Pächter des Cafés im Erdgeschoss übernahmen ein anderes Lokal im Stadtteil. Seit der Sanierung gibt es wieder ein Lokal im Gebäude. Neben der Heizungsanlage, der Sanitärausstattung, der Elektroinstallation, dem Brandschutz und dem Einbau eines Fahrstuhls zwecks Barrierefreiheit wurde das Ziegelmauerwerk grundlegend saniert. Zudem erhielt das Gebäude einen neuen Dachstuhl mit wieder durchgehender Schiefereindeckung, und der Gaubenturm wurde in seine Ursprungsform zurückversetzt. Im November 2019 wurden dafür von der Stadt Essen Kosten in Höhe von 2,34 Millionen Euro angegeben. Im Februar 2021 beschloss der Rat der Stadt Essen eine Baukostenerhöhung um 1,6 Millionen auf rund 3,9 Millionen Euro. Die Wiedereröffnung fand am 11. September 2024 statt. Die Gesamtkosten der Generalsanierung lagen, unter anderem aufgrund unvorhersehbarer Schadensbilder am Gebäude, wie dem Komplettaustausch des Dachstuhls wegen Hausschwammbefall, schließlich bei rund 5,8 Millionen Euro.